# Opava (Eslováquia)
Opava é um município da Eslováquia, situado no distrito de Veľký Krtíš, na região de Banská Bystrica. Tem 11,76 km² de área e sua população em 2018 foi estimada em 115 habitantes.

## Demografia
| Ano:        | 1994 | 2004 | 2014 | 2024    |
| ----------- | ---- | ---- | ---- | ------- |
| Broj ljudi: | 125  | 120  | 126  | 110     |
| Razlika:    |      | -4%  | +5%  | -12,69% |

| Ano:               | 2023 | 2024   |
| ------------------ | ---- | ------ |
| Número de pessoas: | 111  | 110    |
| Diferença:         |      | -0,90% |